# Niagara (juego de mesa)
Niagara es un juego de mesa para entre tres y cinco jugadores creado por el diseñador de juegos Thomas Liesching y publicado en 2004 por Zoch Verlag.
El juego se juega en un tablero diseñado para colocarse sobre la caja y representar las Cataratas del Niágara con una solapa que cuelga sobre el borde de la caja. El río se representa mediante discos de plástico transparente sobre una superficie acanalada, lo que permite que los espacios del tablero se desplacen río abajo hacia la cascada, existiendo la posibilidad de que las canoas de los jugadores se despeñen por ella.
Los jugadores recogen gemas a lo largo del río. Mueven canoas para transportarlas y pueden robar gemas de las canoas de otros jugadores. También pueden influir en la velocidad con la que las casillas del tablero se mueven río abajo. El primer jugador en conseguir cuatro gemas de un color, una de cada uno de los cinco colores o siete de cualquier color, gana.

## Expansiones
- Niagara: Diamond Joe: agrega otra canoa que es controlada indirectamente por los jugadores y que participa en intercambios, generalmente llevando río arriba las gemas más difíciles de alcanzar. Se regaló en el festival de juegos Spiel 2005.[1]
- Niagara: The Spirits of Niagara: añade canoas de doble capacidad, piezas para un sexto jugador, cartas de remos adicionales con nuevas acciones y un remolino que impulsa las canoas río abajo. También añade dos espíritus del río:un castor que restablece el caudal del río a la normalidad y un alce que permite al jugador mover su canoa más rápido si alcanza las gemas al borde de la cascada. La expansión se lanzó en el año 2006.[1]

## Premios y nominaciones
Entre otras distinciones, Niagara ha obtenido las siguientes:
- 2005 ganador del premio Spiel des Jahres.
- 2005 ganador del premio Mensa Select.
- 2005 Segundo puesto en el Deutscher Spiele Preis en la categoría de mejor juego para familia y adultos.
- 2006 Nominado a los premios Golden Geek  en las categorías de mejor juego infantil y de mejor juego familiar.